# Barcelos Airport
Barcelos Airport (portugisiska: Barcelos) är en flygplats i Brasilien.   Den ligger i kommunen Barcelos och delstaten Amazonas, i den nordvästra delen av landet, 2 300 km nordväst om huvudstaden Brasília. Barcelos Airport ligger 34 meter över havet.
Terrängen runt Barcelos Airport är platt. Trakten runt Barcelos Airport är nära nog obefolkad, med mindre än två invånare per kvadratkilometer.. Närmaste större samhälle är Barcelos, 1,2 km nordväst om Barcelos Airport.
I omgivningarna runt Barcelos Airport växer i huvudsak städsegrön lövskog.